# جشنواره بین‌المللی فیلم دوربان
جشنواره بین‌المللی فیلم دوربان (به انگلیسی: Durban International Film Festival) یا (DIFF) یک جشنواره فیلم است که هرساله در شهر دوربان آفریقای جنوبی برگزار می‌شود. این جشنواره، قدیمی‌ترین و بزرگترین فستیوال فیلم در منطقهٔ جنوب آفریقا است.
این جشنواره در زمان برگزاری‌اش، کارگاه‌های فیلمسازی، سمینارهایی دربارهٔ صنعت سینما و بحث و تبادل نظر پیرامون فیلم و سینما برگزار می‌کند.